# Andrei Voronkov

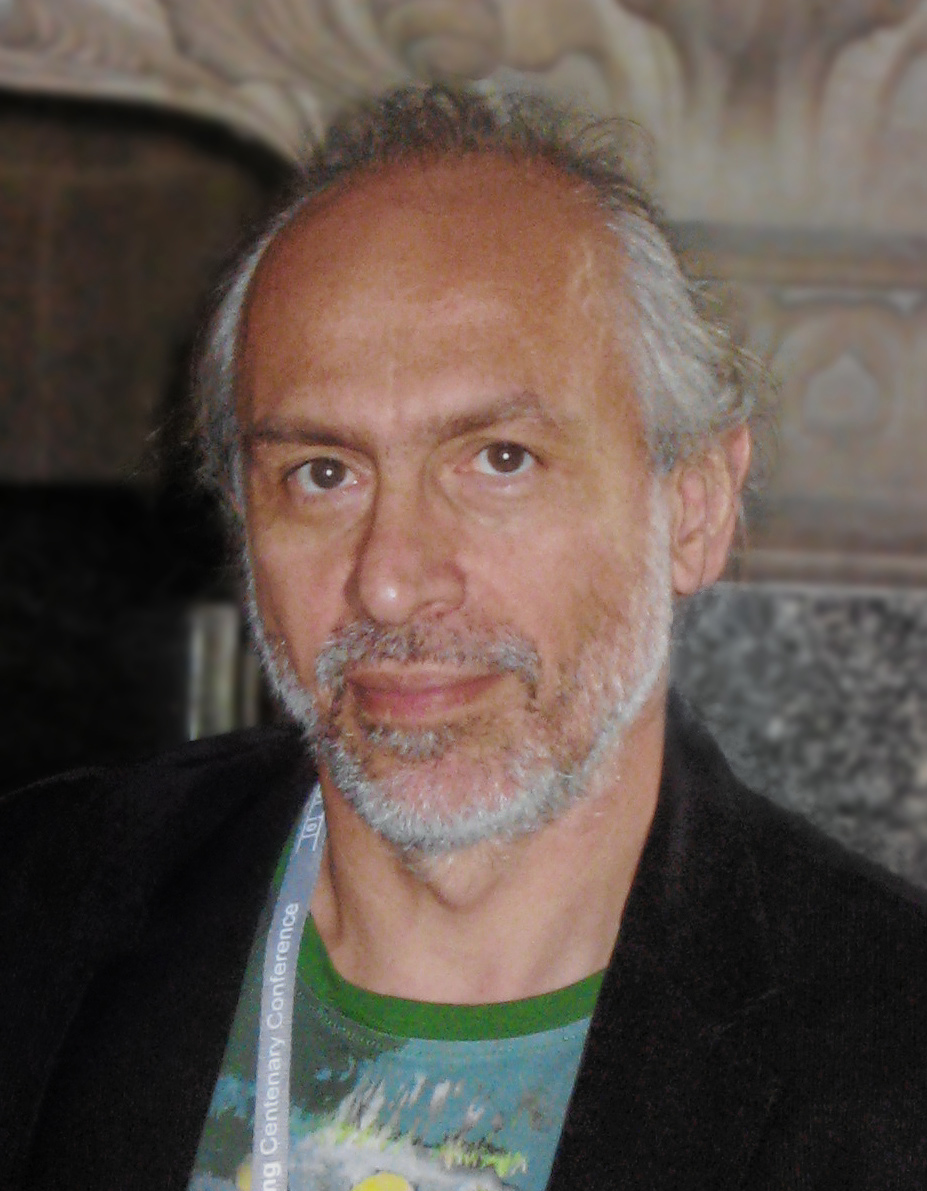
Andrei Voronkov, 2012

Andrei A. Voronkov (geb. Mai 1959) ist russisch-schwedischer Informatiker und Professor für Formale Methoden an der School of Computer Science der University of Manchester und an der Staatlichen Universität Nowosibirsk. Er entwickelte den Theoremlöser Vampire zum maschinengestütztem Beweisen, das Konferenzverwaltungsprogramm EasyChair und organisierte 2012 die Alan Turing Centenary Conference.
Für 2015 wurde ihm der Herbrand Award zugesprochen.